# Jane Coadová
Jane Coadová je novozélandská výzkumnice v oblasti výživy a veřejného zdraví a profesorka výživy na Massey University. V roce 2010 založila spolu s Pam von Hurstovou výzkumné centrum Massey's Vitamin D Research Center, jehož se stala ředitelkou.

## Akademická kariéra
V září 2015 byla Coadová jmenována na řádnou profesorku s účinností od 1. ledna 2016.
Kromě práce v oblasti výživy se stala spoluautorkou knihy Anatomy and Physiology for Midwives (Anatomie a fyziologie pro porodní asistentky).
Mezi její významné doktorandy patří Kathryn Becková.

## Vybrané publikace
- COAD, Jane; PEDLEY, Kevin; DUNSTALL, Melvyn. Anatomy and physiology for midwives. 4. vyd. [s.l.]: Elsevier, 2019. 552 s. ISBN 978-0702066689. (anglicky)